# David Shep

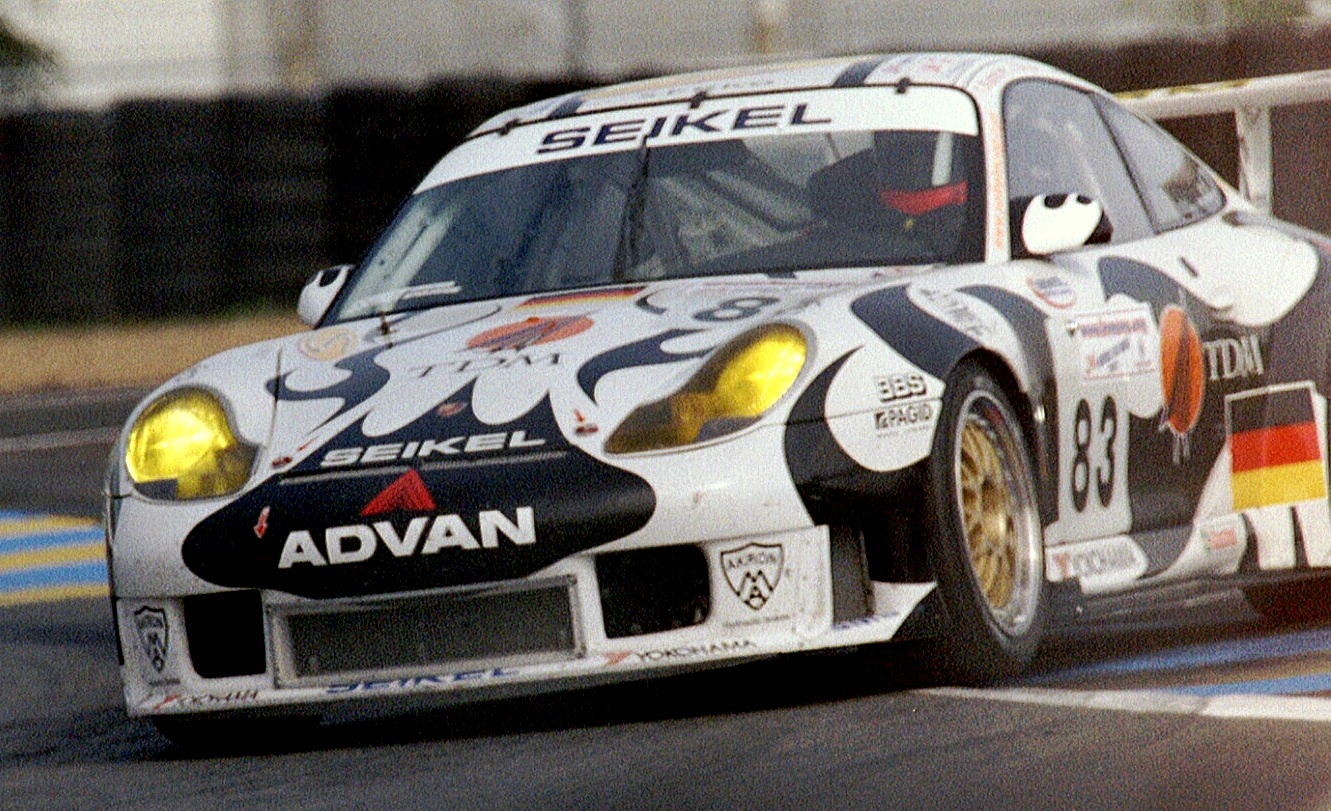
Der Porsche 911 GT3-R von Tony Burgess, Andrew Bagnall und David Shep beim 24-Stunden-Rennen von Le Mans 2003

David Shep (* 26. Dezember 1954 in Saskatoon) ist ein ehemaliger kanadischer Autorennfahrer.

## Karriere als Rennfahrer
David Shep war in den 2000er-Jahren bei ausgewählten Sportwagenrennen am Start. Er fuhr beim 24-Stunden-Rennen von Daytona, dem 12-Stunden-Rennen von Sebring und war mehrmals beim 24-Stunden-Rennen von Le Mans gemeldet. In Daytona wurde er 2003 auf einem Mosler MT900 Gesamtfünfzehnter. Seine beste Platzierung in Le Mans war der 23. Rang 2005.

## Statistik

### Le-Mans-Ergebnisse
| Jahr | Team              | Fahrzeug            | Teamkollege    | Teamkollege             | Platzierung | Ausfallgrund     |
| ---- | ----------------- | ------------------- | -------------- | ----------------------- | ----------- | ---------------- |
| 2003 | Seikel Motorsport | Porsche 911 GT3-R   | Andrew Bagnall | Tony Burgess            | Ausfall     | Kraftübertragung |
| 2005 | Seikel Motorsport | Porsche 911 GT3-RSR | Philip Collin  | Horst Felbermayr senior | Rang 23     |                  |

### Sebring-Ergebnisse
| Jahr | Team              | Fahrzeug          | Teamkollege   | Teamkollege | Platzierung | Ausfallgrund |
| ---- | ----------------- | ----------------- | ------------- | ----------- | ----------- | ------------ |
| 2003 | Seikel Motorsport | Porsche 911 GT3-R | Philip Collin | John Lloyd  | Rang 26     |              |